# Chapelle des Ayes
La chapelle Notre-Dame-des-Ayes, dite Chapelle des Ayes, est une chapelle du XIXe siècle, dédié à la Vierge Marie, et qui subsiste à Vignieu, dans le département de Isère, en France .

## Historique
Le 25 mars 1793, un habitant affirma avoir eu une apparition de la Vierge. En 1856, il fut construit une première chapelle.
Le 12 avril 1859, Monsieur Subit, maire de Vignieu à l'époque, autorise officiellement la souscription pour agrandir et rénover la chapelle. Elle est devenue, aujourd'hui, un lieu de pèlerinage.

## Situation et usage
Cette chapelle est située au sommet de la colline des Ayes, à Vignieu, une petite commune rurale du Nord-Isère, située à quelques kilomètres au nord de la ville de La Tour-du-Pin.
Outre les pèlerinages, la chapelle est principalement utilisée pour les cérémonies de Pâques. Elle relève de la paroisse Saint-Pierre du Pays des Couleurs, et du diocèse de Grenoble-Vienne. Une visite du lieu est organisée à l'occasion des journées du patrimoine 2022.